# علامة تساوي تقريبا
علامة تساوي تقريبا يرمز لها ب ≈ يستخدم هذا الرمز في تقريب الأعداد العشرية إلى أعداد صحيحة (مثال : 13 ≈ 12.81)(π ≈ 3.14159).